# Leather Leone
Leather Leone es una cantante estadounidense, reconocida por su participación en las bandas Rude Girl y Chastain en la década de 1980. También publicó un álbum como solista, Shock Waves, en 1989, antes de tomar un descanso de la industria de la música por veinte años. En 2011 retornó a los escenarios con la banda The Sledge/Leather Project, publicando el álbum Imagine Me Alive en 2012.
Se convirtió en la vocalista de la agrupación Chastain en 1984, cuando Mike Varney, presidente de Shrapnel Records, formó una banda de apoyo para el guitarrista David T. Chastain. Leone grabó cinco álbumes con dicha banda en seis años, compartiendo banda con músicos que pertenecieron a agrupaciones como Alice Cooper, Cannibal Corpse y King Diamond. Luego de su largo descanso, Leather Leone entró al estudio con Chastain de nuevo para la publicación del álbum Surrender to no one en 2013.

## Discografía

### Chastain
- Mystery of Illusion (1985)
- Ruler of the Wasteland (1986)
- The 7th of Never (1987)
- The Voice of the Cult (1988)
- For Those Who Dare (1990)
- The Reign of Leather (2010)
- Surrender To No One (2013)
- We Bleed Metal (2015)
- Leather II (2018)

### Leather
- Shock Waves (1989)
- Leather II (2018)

### Sledge/Leather
- Imagine Me Alive (2012)